# PHW-Gruppe
«PHW-Gruppe» - Международная немецкая сельскохозяйственная компания. Одна из крупнейших компаний в немецкой пищевой промышленности. История её образования начинается с 1932 года.  Штаб-квартира компании в деревне Рехтэрфельд, в районе Фехта, на севере Нижняя Саксония.
Компания занимается разведением и переработкой мяса птицы: Куры, Индейка, Гуси, производство комбикормов и пищевых добавок для животных.

## В России
В 2008 году в России была учреждена компания «Визенхоф-Калининград-Интернэшнл» которая озвучила планы на строительство завода по производству полуфабрикатов из мяса домашней птицы, в поселке Малое Исаково Гурьевского района, Калининградской области.